# 1893 en sociologie
| Années de la sociologie : 1890 - 1891 - 1892 - 1893 - 1894 - 1895 - 1896    |
| Décennies de la sociologie : 1860 - 1870 - 1880 - 1890 - 1900 - 1910 - 1920 |

Cet article présente les événements de l'année 1893 dans le domaine de la sociologie. 

## Publications

### Livres
- Émile Durkheim, De la division du travail social.
- Enrico Ferri, La sociologie criminelle[1].
- Leonard Trelawny Hobhouse, Labour Movement[2].
- Georg Simmel, Einleitung in die Moralwissenschaft - Introduction à la science de la morale[3].

## Naissances
- Robert Dottrens, pédagogue expérimentaliste suisse.
- Charles S. Johnson, sociologue et universitaire américain.
- Hilde Lion, sociologue allemande.
- Karl Mannheim, sociologue et philosophe allemand d’origine hongroise.
- Thomas Humphrey Marshall, sociologue britannique.
- Robert Montagne, orientaliste, ethnologue et anthropologue français.
- Aleksandr Nikiforov, ethnographe et folkloriste russe.
- Paul Petit, sociologue, écrivain, traducteur, diplomate et Résistant français.
- Nicholas Spykman, sociologue américain et professeur de relations internationales.

## Autres
- Fondation de la Revue Internationale de Sociologie par René Worms en janvier[4].